# Anna Bergqvist
Anna Bergqvist, född 24 mars 1876 i Tännäs församling, Jämtlands län, död 23 juli 1942 i Tännäs församling, Jämtlands län, var en svensk folkskollärare och rösträttsaktivist. 
Hon var verksam i kampanjen för införandet av kvinnlig rösträtt i Sverige och ordförande för Föreningen för kvinnans politiska rösträtt i Gellivare-Malmberget 1917-1919.